# شهرستان آغ‌داش
آغ‌داش (به لاتین Ağdaş) شهرستانی است در مرکز جمهوری آذربایجان با مرکزی به همین نام. آق‌داش وسعتی بالغ بر ۱۰۵۰ کیلومتر مربع و جمعیتی افزون بر ۹۳۰۰۰ نفر دارد. آغ داش در زبان ترکی آذربایجانی به معنای سنگ سفید است.